# Actinodontium standleyi
Actinodontium standleyi är en bladmossart som beskrevs av Edwin Bunting Bartram 1946. Actinodontium standleyi ingår i släktet Actinodontium och familjen Daltoniaceae. Inga underarter finns listade i Catalogue of Life.